# Église Saint-Nicolas de Résigny
L'église Saint-Nicolas de Résigny est une église située sur le territoire  de la commune de Résigny, dans le département de l'Aisne, en France.

## Description

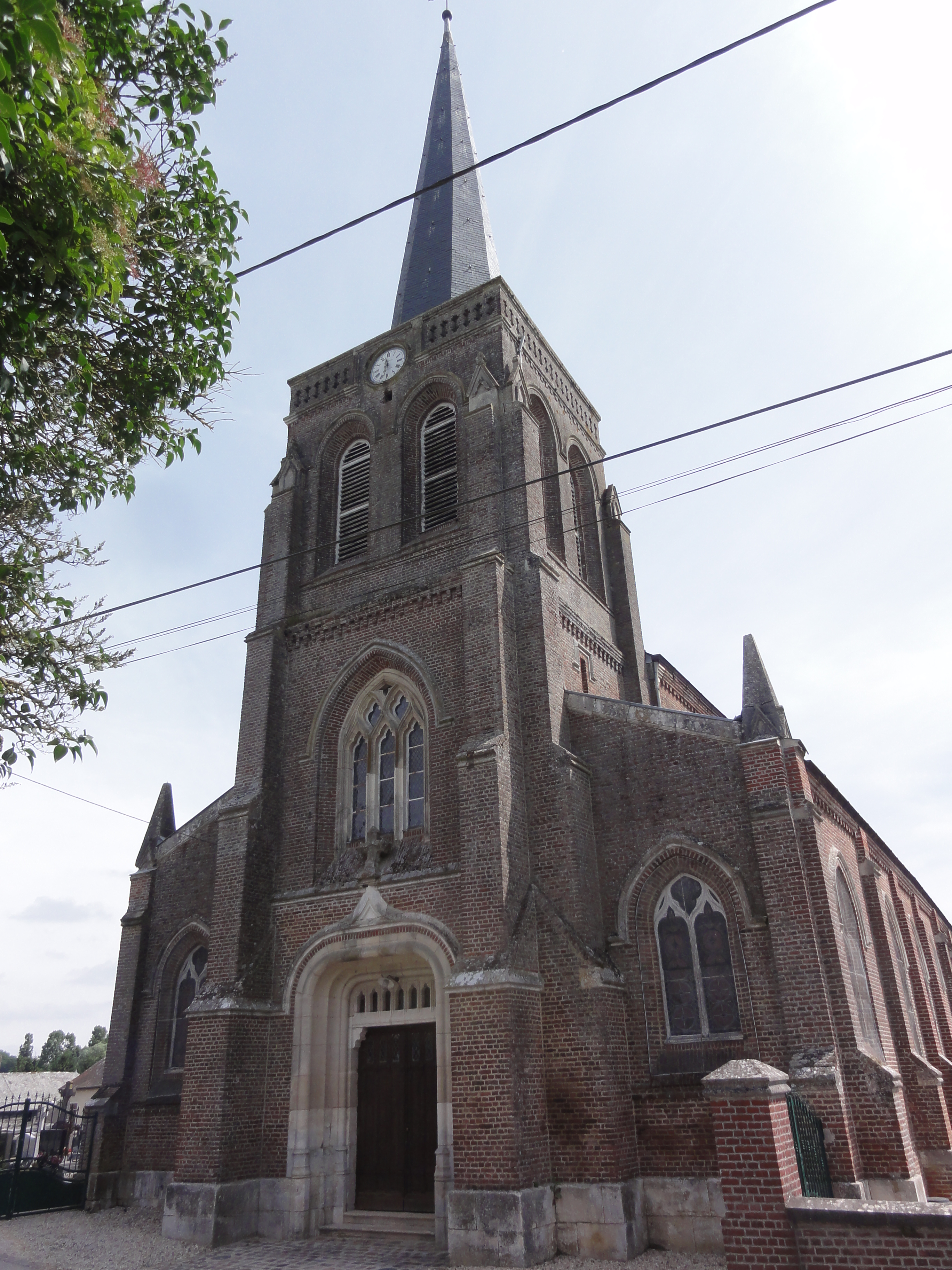
La façade d'entrée
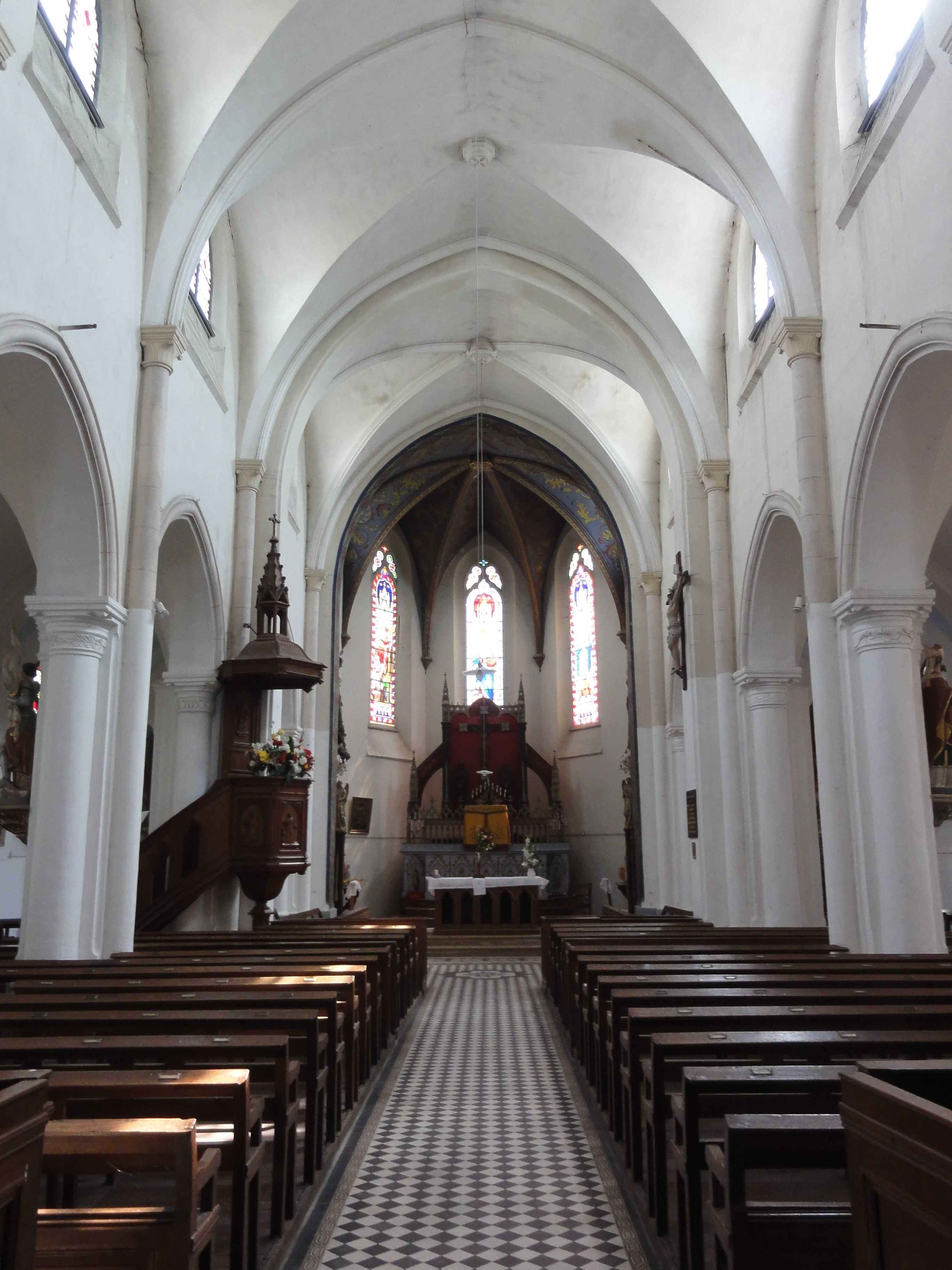
La nef, intérieur
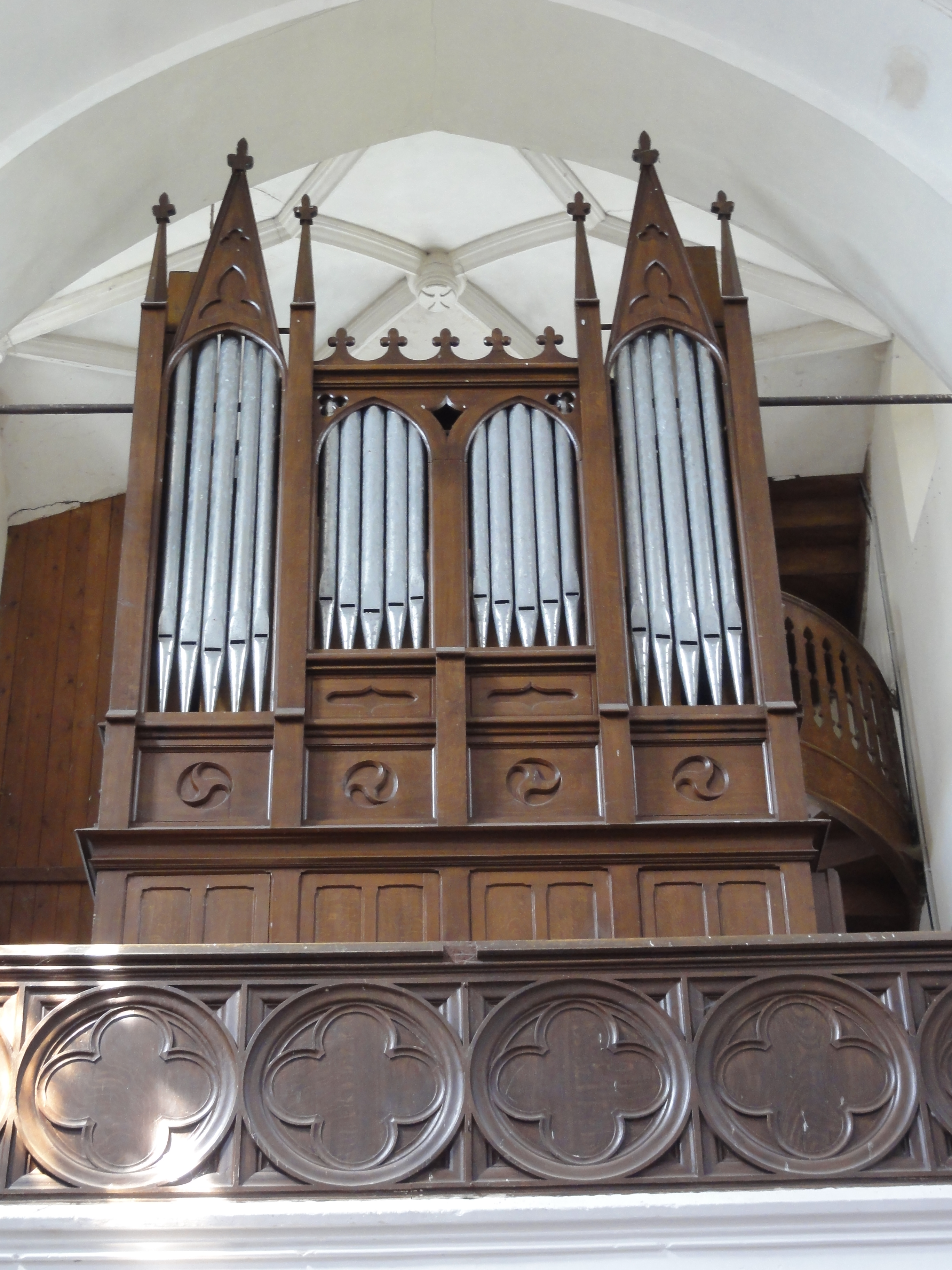
les orgues
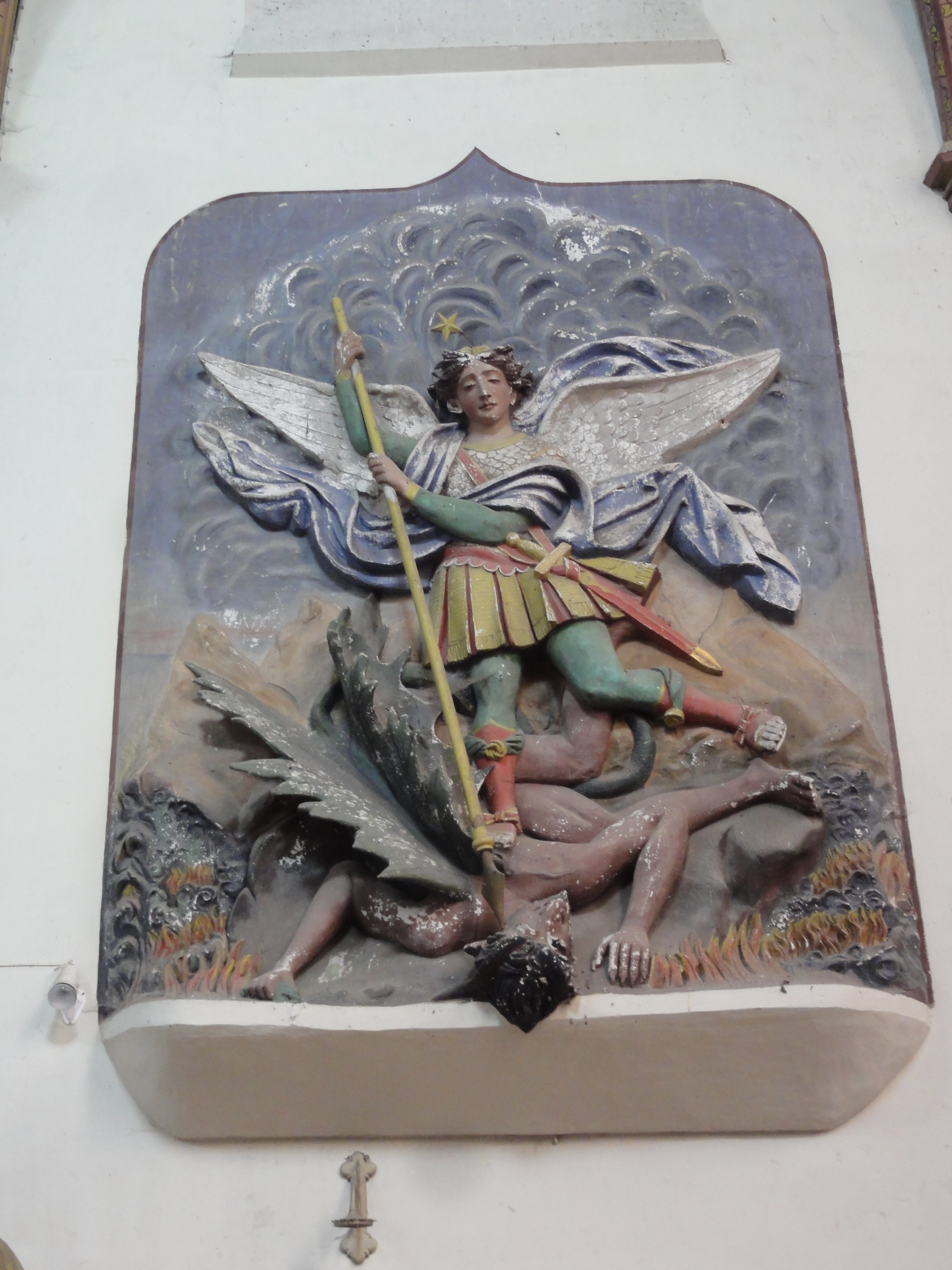
Relief de Saint Michel archange
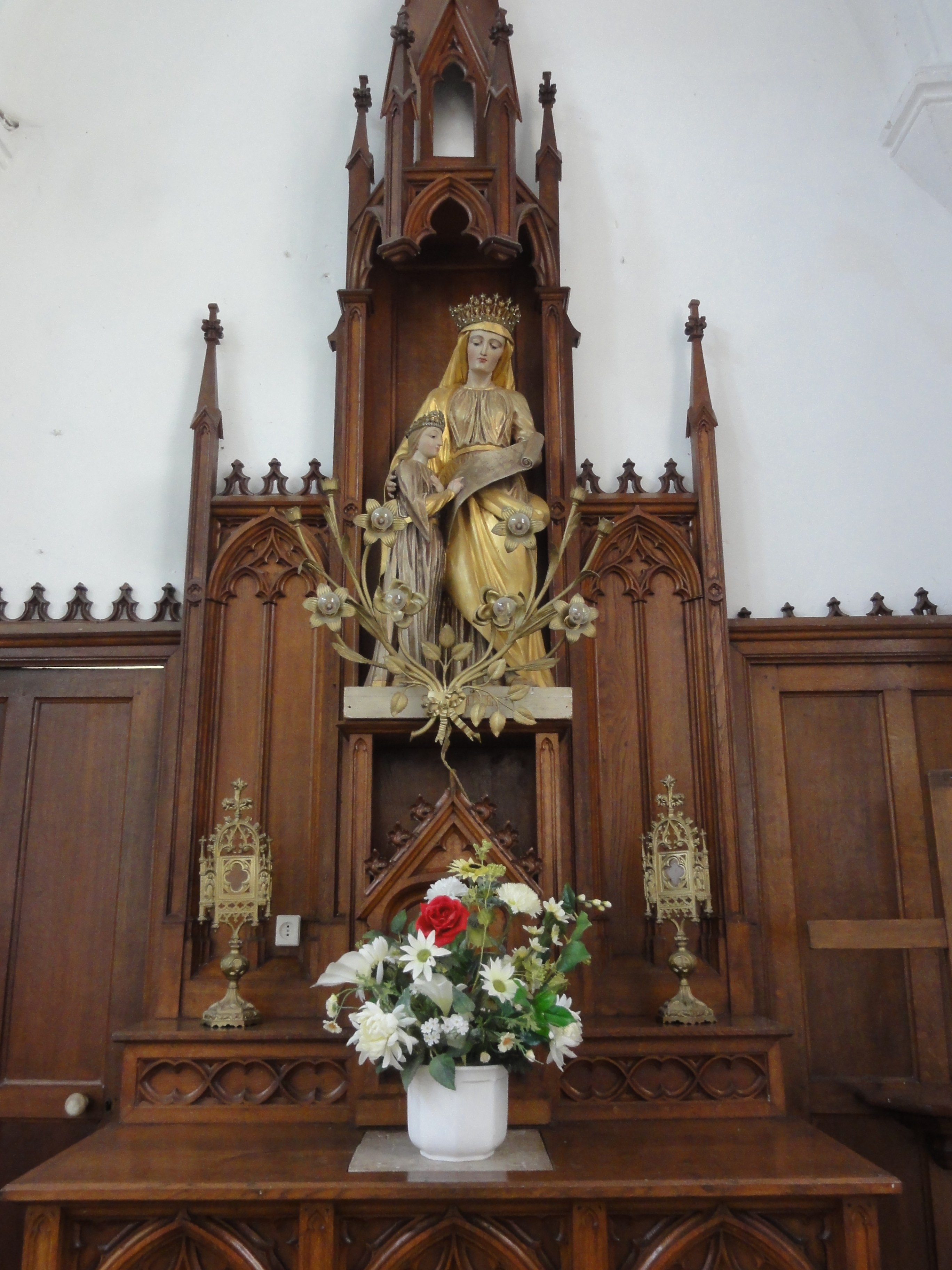
Petit autel de Marie avec l'Enfant Jésus
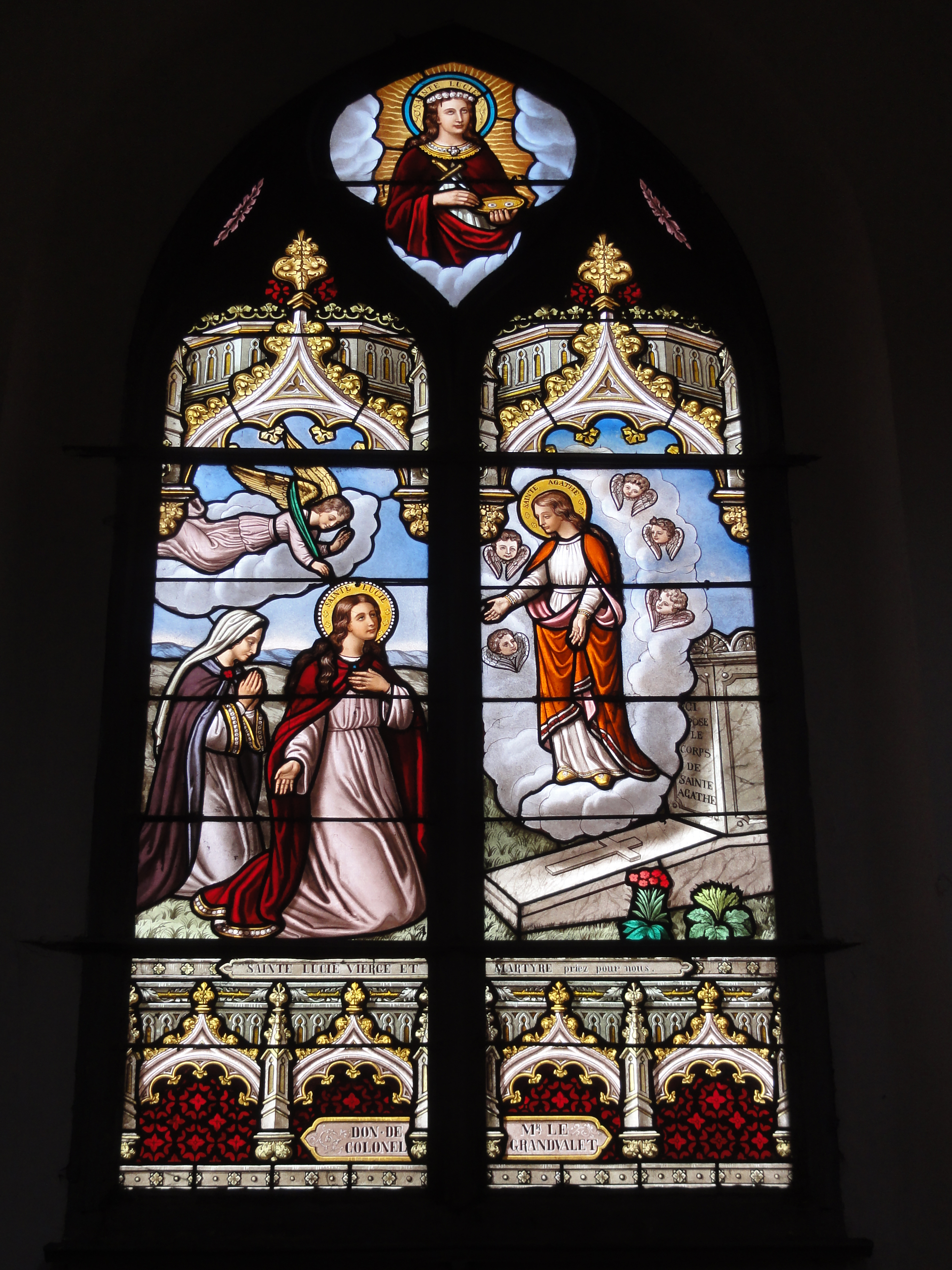
Vitrail Sainte Lucy

## Historique
L'ancienne église en bois et briques menaçant ruine fut interdite le 20 décembre 1857. Sa reconstruction, qui dura 3 ans, est entreprise et exécutée par MM. Splingart et Patelet, sur les dessins de Charles Napoléon Pinguet-Védie (1806-1889), architecte de la ville de Saint-Quentin. La dépense évaluée à 34 000 francs, est couverte au moyen d'une souscription volontaire recueillie par les soins du maire et du curé de la commune, des deniers de la commune et d'une subvention de l’État.
La nouvelle église, construite en pierres et briques sur l'emplacement de l'ancienne, a trente mètres de longueur, quinze de largeur et dix de hauteur sous voûte ; le style de son architecture est néo-gothique. Elle se compose d'un sanctuaire, d'un chœur, d'une nef précédée d'un porche et de deux collatéraux avec des arceaux en ogive. Aux extrémités supérieures des bas-côtés deux chapelles ouvertes du côté du chœur, et derrière ces chapelles, deux sacristies. Au centre de la face principale se trouve une tribune pour l'orgue et la tour du clocher qui a 19,50 mètres  de hauteur, elle-même surmontée d'une flèche en charpente, couverte en ardoises, ayant aussi 19,50 mètres d'élévation.
Le 20 mai 1860, Madame Hosson, née Aline-Marguerite Gouge, de Brunehamel, fait la pose de la première pierre de l'église de Résigny, en présence de M. Guyenne, curé-doyen à Montcornet, de M. Lemoine, juge de paix du canton, de M. Angot, curé de Rozoy, de M. Cherpin, prêtre de Rozoy, de M. Pontoy curé-desservant de Résigny, de M. Grandvallet, maire de la commune et de toute la population. La pierre est placée au contrefort du portail, à droite, avec une pièce de 5 francs au millésime de 1856 et à l'effigie de l'empereur Napoléon III.
L'église est livrée au culte le 26 juillet 1862, et bénite solennellement le dimanche 30 avril 1865, par Monseigneur Dours, évêque de Soissons.